# Brutalisme

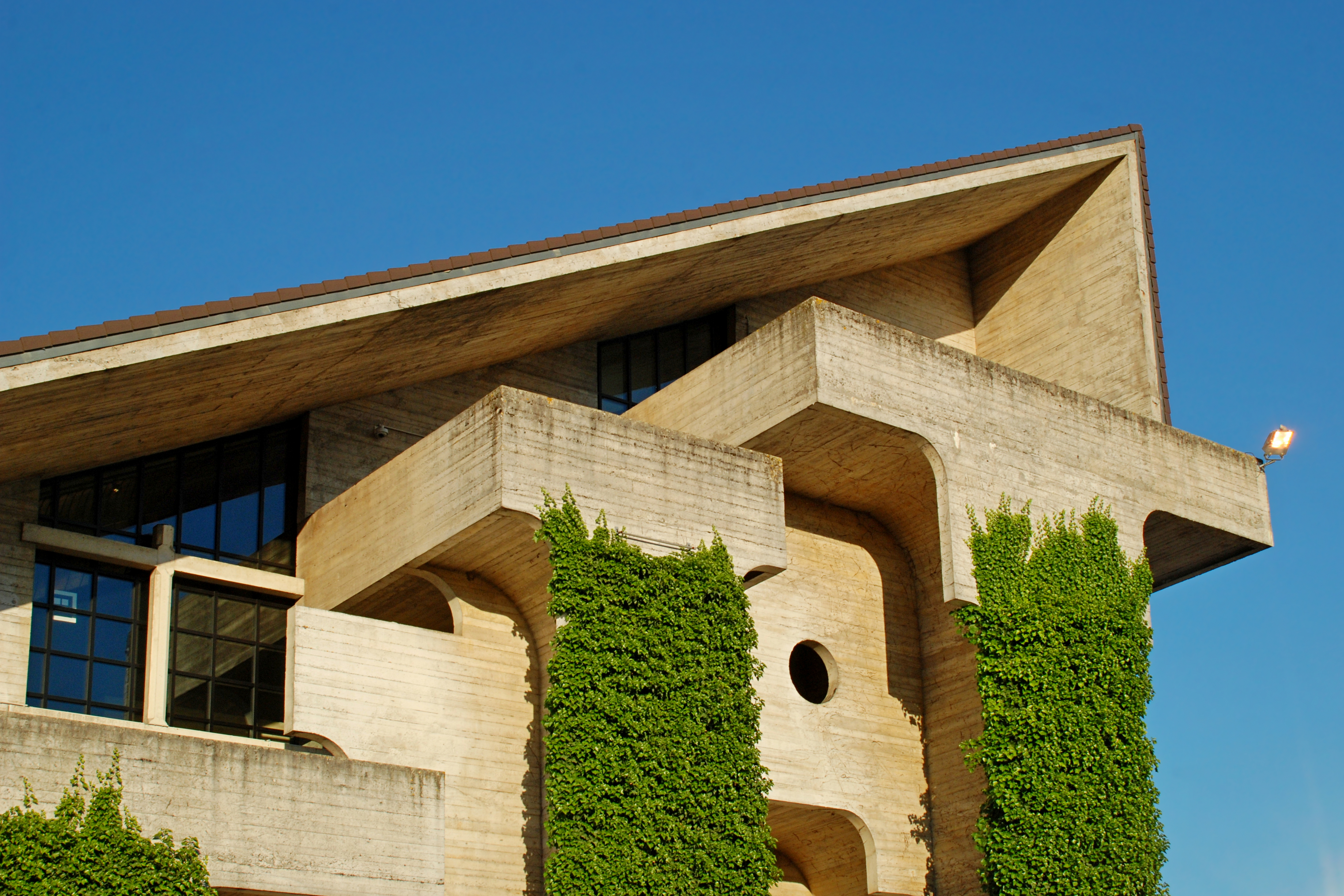
Bombastische vormen in kaal beton.

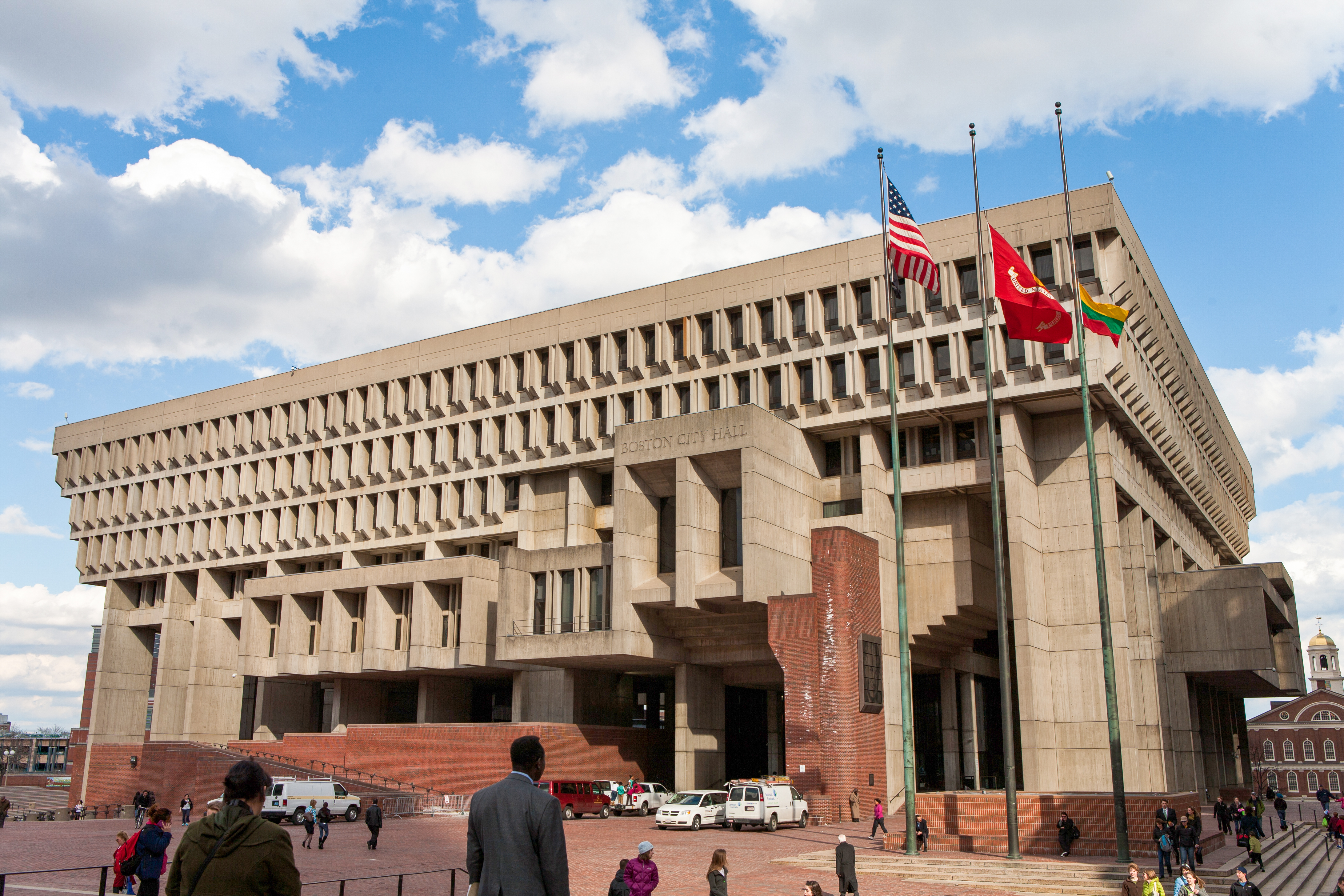
Stadhuis van Boston

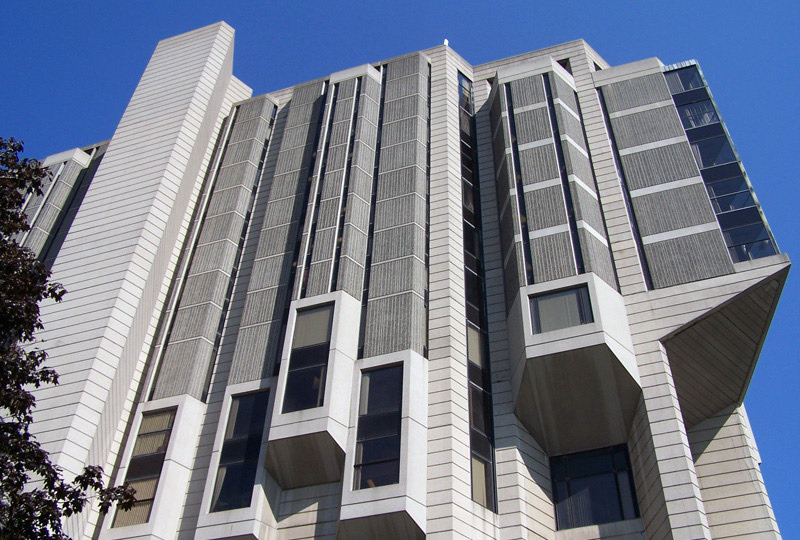
De universiteitsbibliotheek van Toronto

Het brutalisme is een stroming binnen de architectuur die is ontstaan vanuit het modernisme. Deze wordt gekenmerkt door vaak grote blokachtige structuren van ruw onafgewerkt gewapend beton of metselwerk, de hoekige en repetitieve vormentaal en het monochrome kleurenpalet. Door het bombastische, soms intimiderende voorkomen is het brutalisme vooral ingezet voor grote openbare gebouwen, zoals concertgebouwen, bibliotheken, universiteitsgebouwen, rechtbanken en stadhuizen. 
Het brutalisme is een stijl die vaak een mening uitlokt en zijn hoogtijperiode had van de jaren 50 tot en met de jaren 70 van de twintigste eeuw. Rap daarna ontstond felle kritiek en liep de publieke waardering voor het brutalisme snel terug. Veel projecten kregen te maken met gebrekkig onderhoud met verloedering tot gevolg. Dit zorgde in de eenentwintigste eeuw voor een kantelpunt. Toen gebouwen van gerenommeerde brutalistische architecten, zoals Alison en Peter Smithson, gesloopt dreigden te worden, pleitten architectuurcritici voor hun waarde, met soms een monumentenstatus tot gevolg.

## Ontstaan

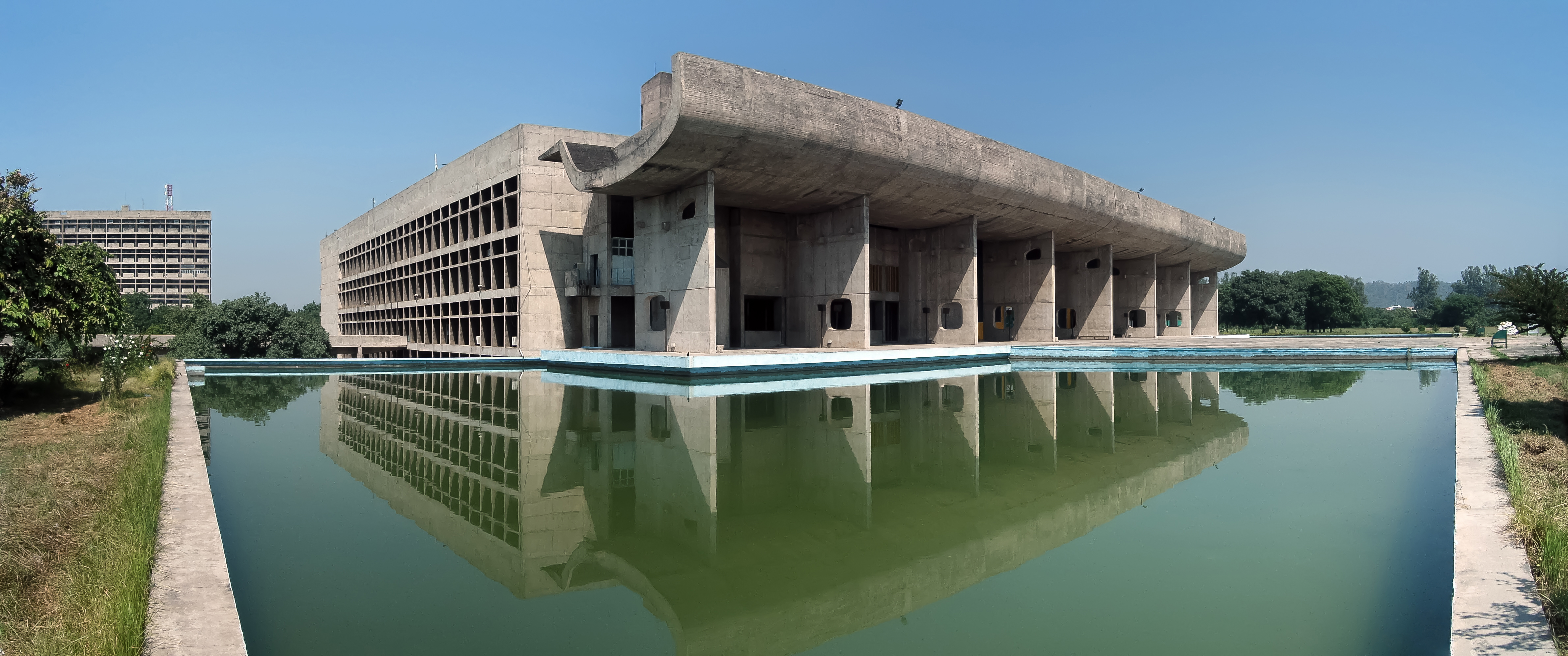
Het parlementsgebouw in Chandigarh

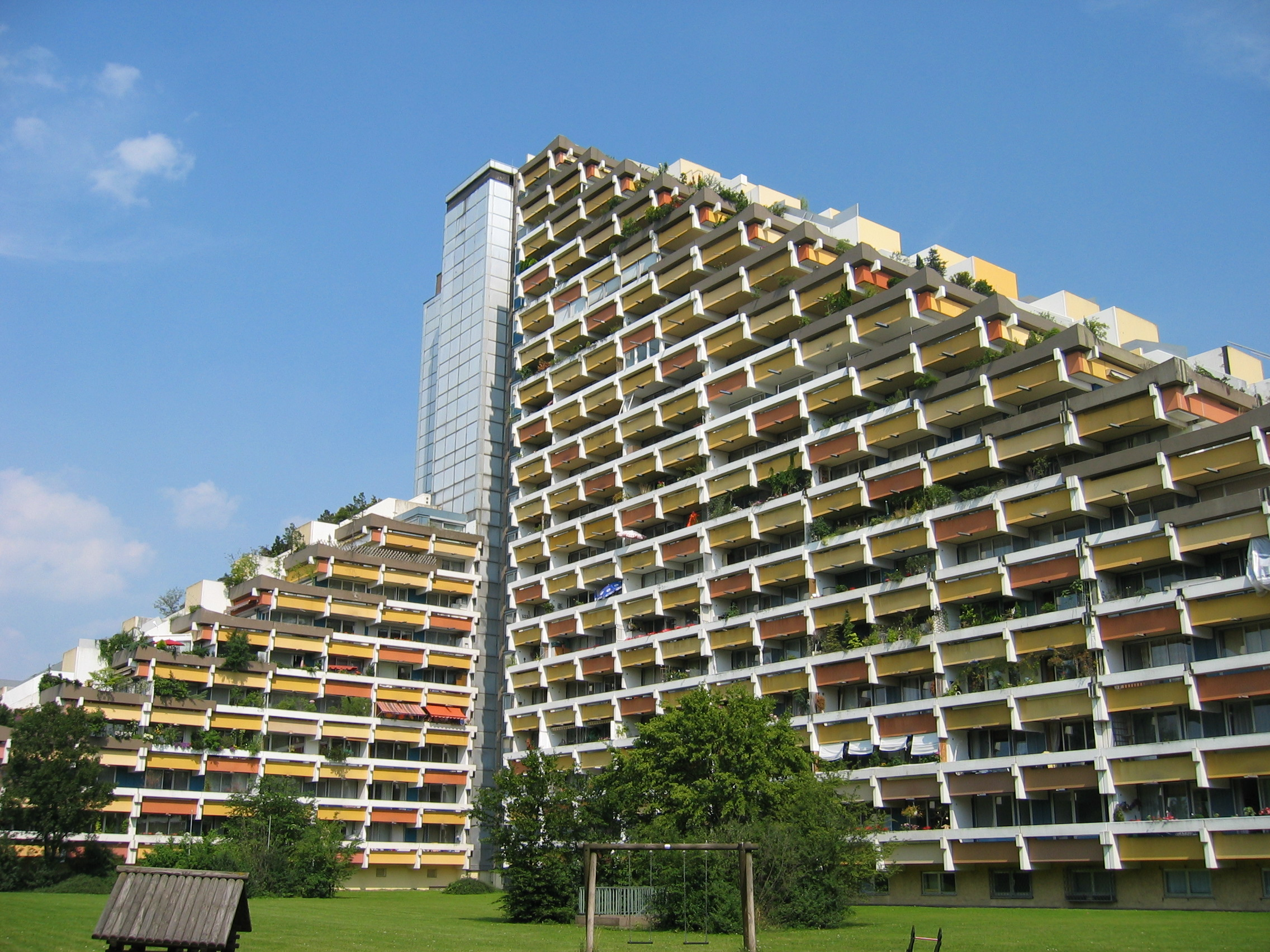
Flatgebouw Pharao-Haus (ook wel Pyramide of Terrassenhochhaus) in München, van architect Karl Helmut Bayer, uit 1974.

Het flatgebouw Unité d'Habitation wordt gezien als een belangrijke voorloper of basis van het brutalisme. Le Corbusier experimenteerde hier met gegoten gewapend beton maar was naar verluidt geschokt door het ruwe resultaat. Hij besloot echter om het zo te laten en door te bouwen zonder het beton af te werken. Hij noemde dit Brut (ruw) waarmee onbedoeld een nieuwe stroming ontstond, de beton brut. Hieruit is het brutalisme voortgekomen. Een van de ideeën achter het brutalisme is dat beton, vanwege haar lage productiekosten, anti-elitair is.
Begin jaren vijftig kreeg Le Corbusier de opdracht om regeringsgebouwen voor de nieuwe Indiase stad Chandigarh te ontwerpen waarin hij het brutalisme heeft toegepast.

## Kenmerken
Brutalistische bouwwerken zijn vaak opgetrokken uit onafgewerkt gewapend beton waarbij de textuur van de houten bekisting zichtbaar is gelaten. Ook wordt veel onbewerkt metselwerk gebruikt. Kenmerkend voor de stijl zijn blokachtige, geometrische en herhalende vormen. Andere materialen zijn glas, staal en uitgehouwen steen. Brutalistische gebouwen stralen vaak uit dat ze een natuurkracht van zichzelf zijn en haar bewoners tolereren.

## In Nederland en België
In Nederland zijn bekende voorbeelden van brutalisme het gebouw van het Ministerie van Financiën in Den Haag (ontworpen door Jo Vegter en Mart Bolten en gebouwd in 1975, sindsdien ingrijpend gerenoveerd), de Aula van de TU Delft en Faculteit Civiele Techniek en Geowetenschappen in Delft (beide ontworpen door Van den Broek en Bakema en gebouwd tussen 1958 en 1966), het Provinciehuis in Den Bosch (ontworpen door Huig Maaskant) en het stadhuis van Terneuzen.
In België werd het brutalisme onder meer in de praktijk gebracht in de Silvertoptorens, en door het architectenbureau BARO en architect Paul De Meyer.

## Kritiek
Brutalisme wordt vaak bekritiseerd omdat het slecht zou aansluiten bij gebouwen in de omgeving en de omgeving zou domineren. Ook heeft het de associatie met totalitarisme vanwege het vaak intimiderende en onpersoonlijke uiterlijk. Omdat vooral onafgewerkt beton is gebruikt ontstaat er makkelijk betonrot of komen er plekken met schimmels en mossen waardoor het gebouw lijkt te verloederen. Een uitgesproken tegenstander is de Engelse koning Charles.

## Brutalistische gebouwen

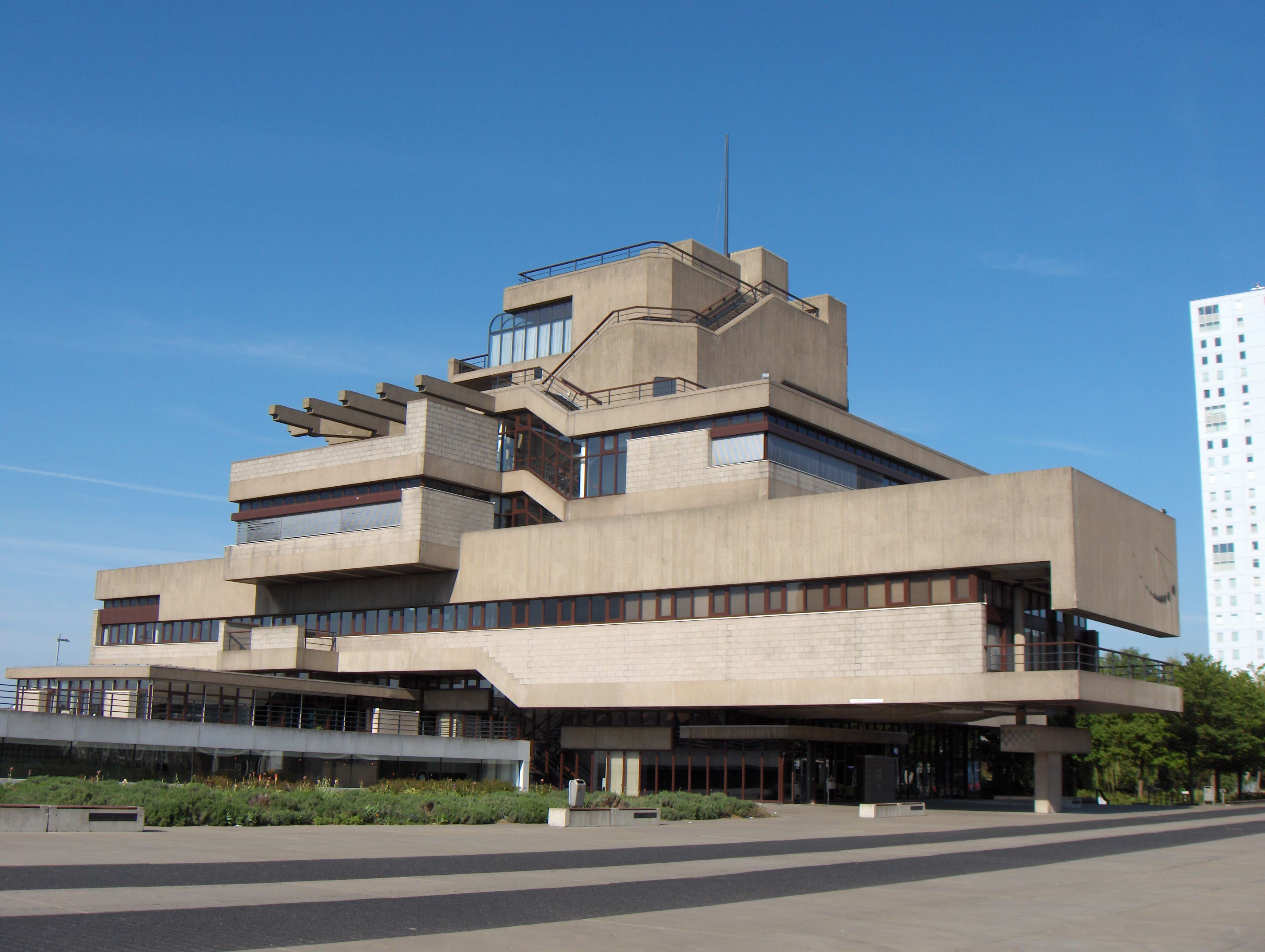
Stadhuis van Terneuzen.

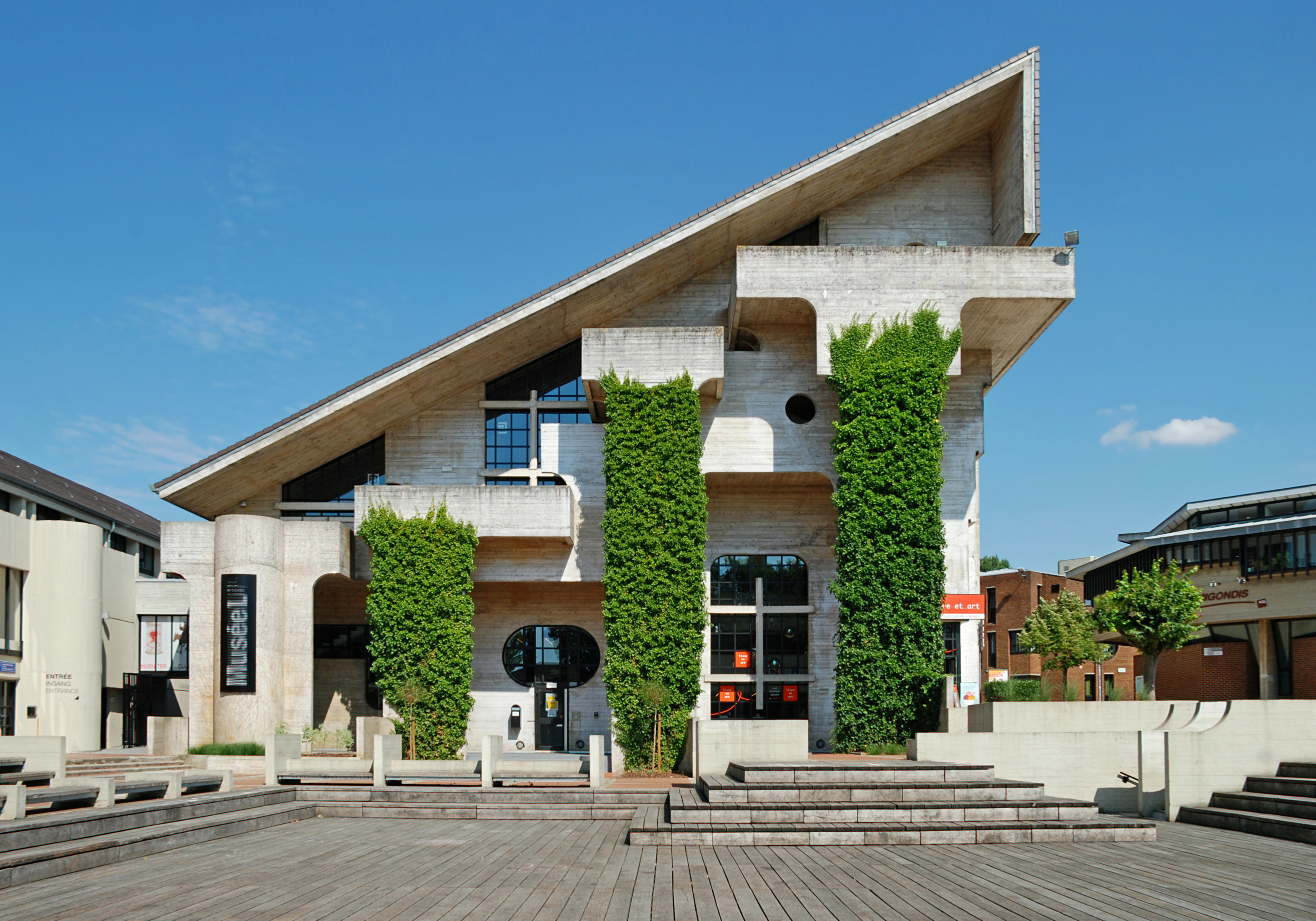
Musée L, Louvain-la-Neuve.

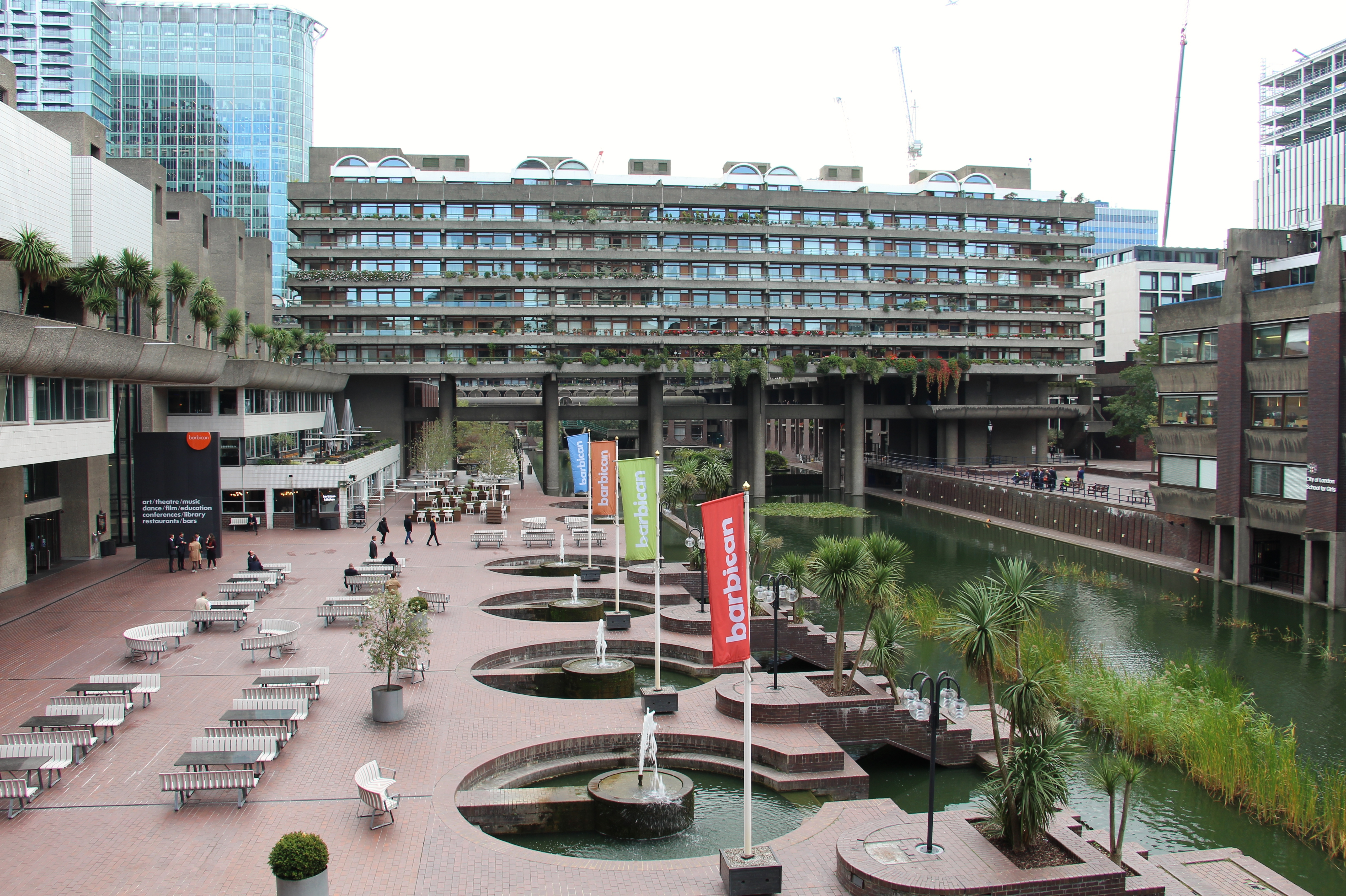
Het complex Barbican Estate in Londen.

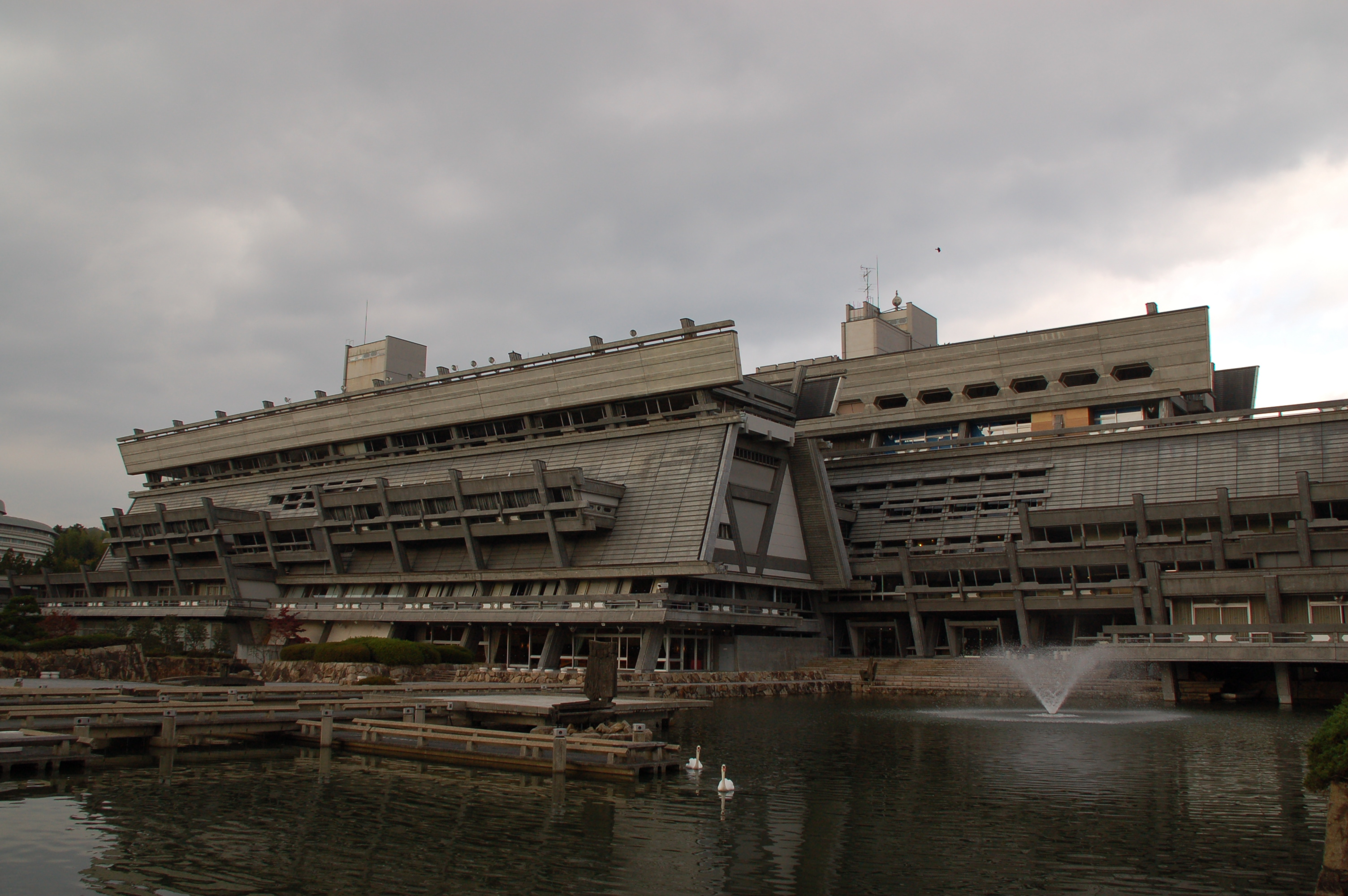
Internationaal congrescentrum in Kioto.

### Nederland
- Aula van de TU Delft (Van den Broek en Bakema, 1966)
- Sportcentrum Breda (Joost Margry, 1966)
- Weesperflat, Studentenflat, Amsterdam, (Herman Herzberger, 1966)
- Campus Woudestein (1968)
- Winkelcentrum Entre Deux, Maastricht (Van den Broek en Bakema, 1970; gesloopt in 2002)
- LTS Don Bosco (Sier van Rhijn, 1972)
- De waterzuiveringslocatie op de Beerenplaat (Wim Quist)
- Het Provinciehuis van Noord-Brabant in Den Bosch (Huig Maaskant, 1971)
- Stadhuis van Terneuzen (Van den Broek en Bakema, 1973)
- Cubicus (voorheen TWRC-gebouw), Universiteit Twente, Enschede (Environmental Design BV, 1973)
- Ministerie van Financiën, Den Haag (Rijksbouwmeester Jo Vegter en Mart Bolten, 1975; renovatie in 2006)
- Leeuwenburg, Hogeschool van Amsterdam, Amsterdam (Zanstra, Meyling, Zubli, 1977)
- De Hofpoort, Rotterdam (Zanstra)
- Het Sijthoff-Gebouw, voorheen Sijthoff Pers en Haagse Courant, Rijswijk. (Architectenbureau LIAG)
- Gebouw A van Radio Kootwijk, Apeldoorn. (Julius Luthmann)
- Het hoofdbureau van Politie, Den Haag (Wouter Sybrand)
- Vrolikstraat 8, Amsterdam. (Ben Ingwersen, Commer de Geus, C v.d. Bom)

### België
- Winkelpand Veldstraat 88, Gent,  (Léon Stynen en Paul De Meyer, 1963)[2]
- Sint-Ritakerk, Harelbeke, (Léon Stynen en Paul De Meyer, 1966)
- International Convention Center Ghent, Gent, (Geo Bontinck, 1972)
- RTT-toren (Belgacomtoren), Gent, België (Geo Bontinck, 1976)
- Faculteit Economie UGent, Gent, België (Raoul Brunswyck en Odon Wathelet, 1978)
- Westrand Cultuurcentrum, Dilbeek, (Alfons Hoppenbrouwers, 1973)
- Musée L, Louvain-la-Neuve
- Huis Van Wassenhove, Sint-Martens-Latem, (Juliaan Lampens, 1974)
- Oud-Stedelijk zwembad, Oostende, (architecten Paul Felix en Jan Tanghe, 1978)
- Stadsschouwburg, Antwerpen, (architecten Rie Haan, Renaat Verbruggen en Marc Appel, 1980)
- Diverse universiteitsgebouwen van de Universiteit van Luik, op de Sart Tilman Campus

### Overige
- Unité d'Habitation de Marseille (Cité Radieuse), Marseille, Frankrijk (Le Corbusier, 1952)
- Internationaal congrescentrum van Kioto, Kioto, Japan (Sachio Otani, 1966)
- Mariaheiligdom Monte Grisa in Triëst, Italië (Antonio Guacci, 1966)
- Habitat '67, Expo 67, Montreal, Quebec (Moshe Safdie, 1967)
- The Barbican Estate, Londen, Verenigd Koninkrijk (1969)
- Royal National Theatre, Londen, Verenigd Koninkrijk (Denys Lasdun, 1976)
- Parlementsgebouw (Jatiyo Sangsad Bhaban), Dhaka, Bangladesh (Louis Kahn, 1982 en ontworpen 1962)
- Basiliek van de Aankondiging, Nazareth, Israël (Giovanni Muzio, 1964)

## Afbeeldingen

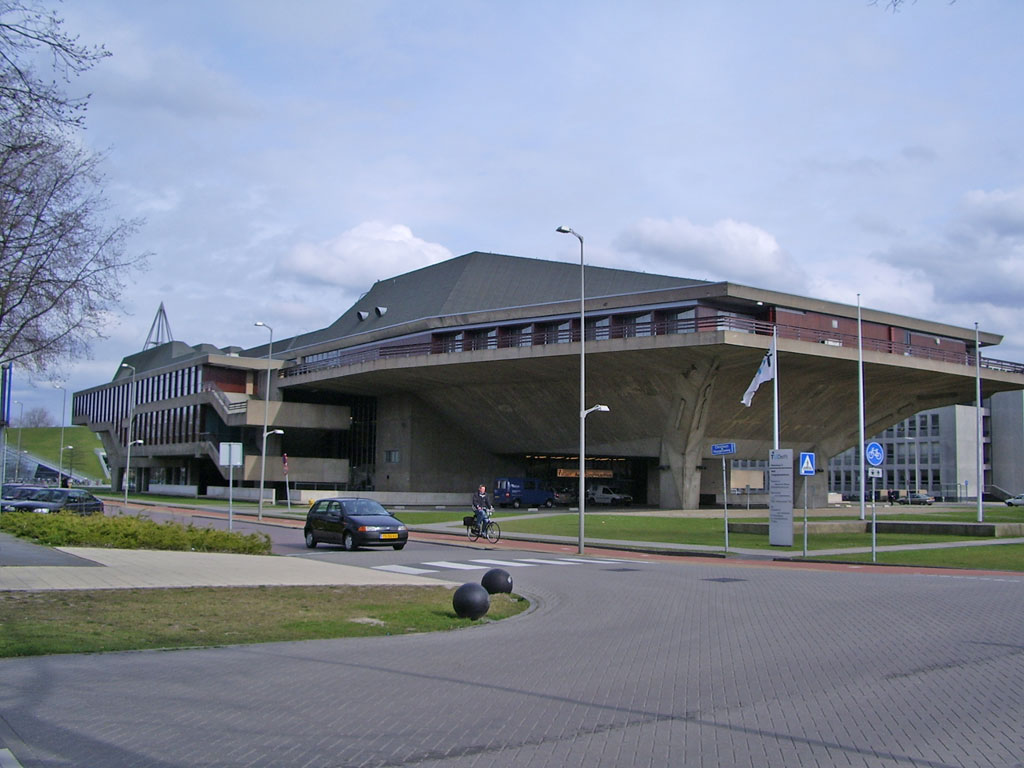
Aula van de TU Delft
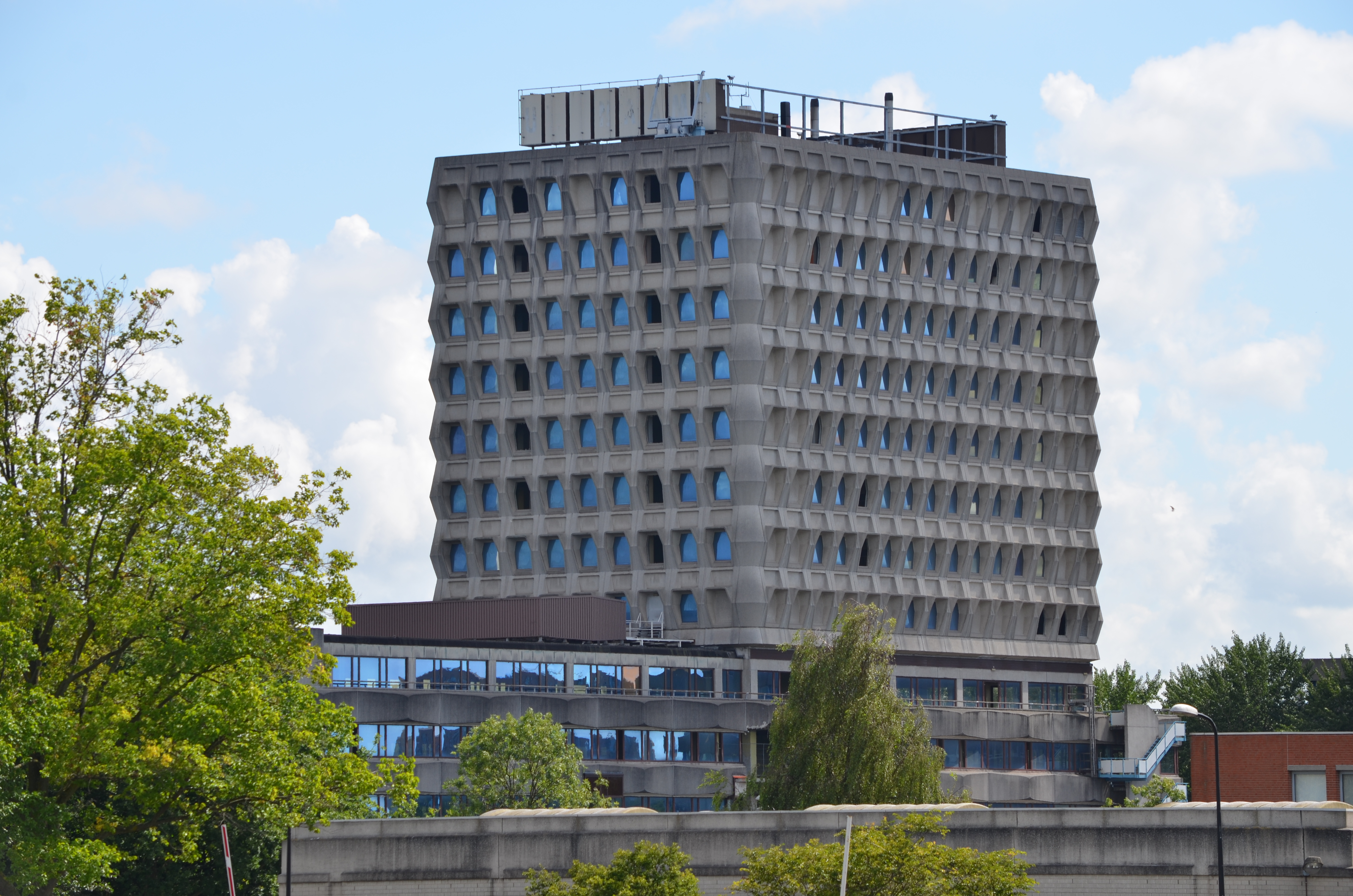
HC/Sijthoff gebouw in Rijswijk.
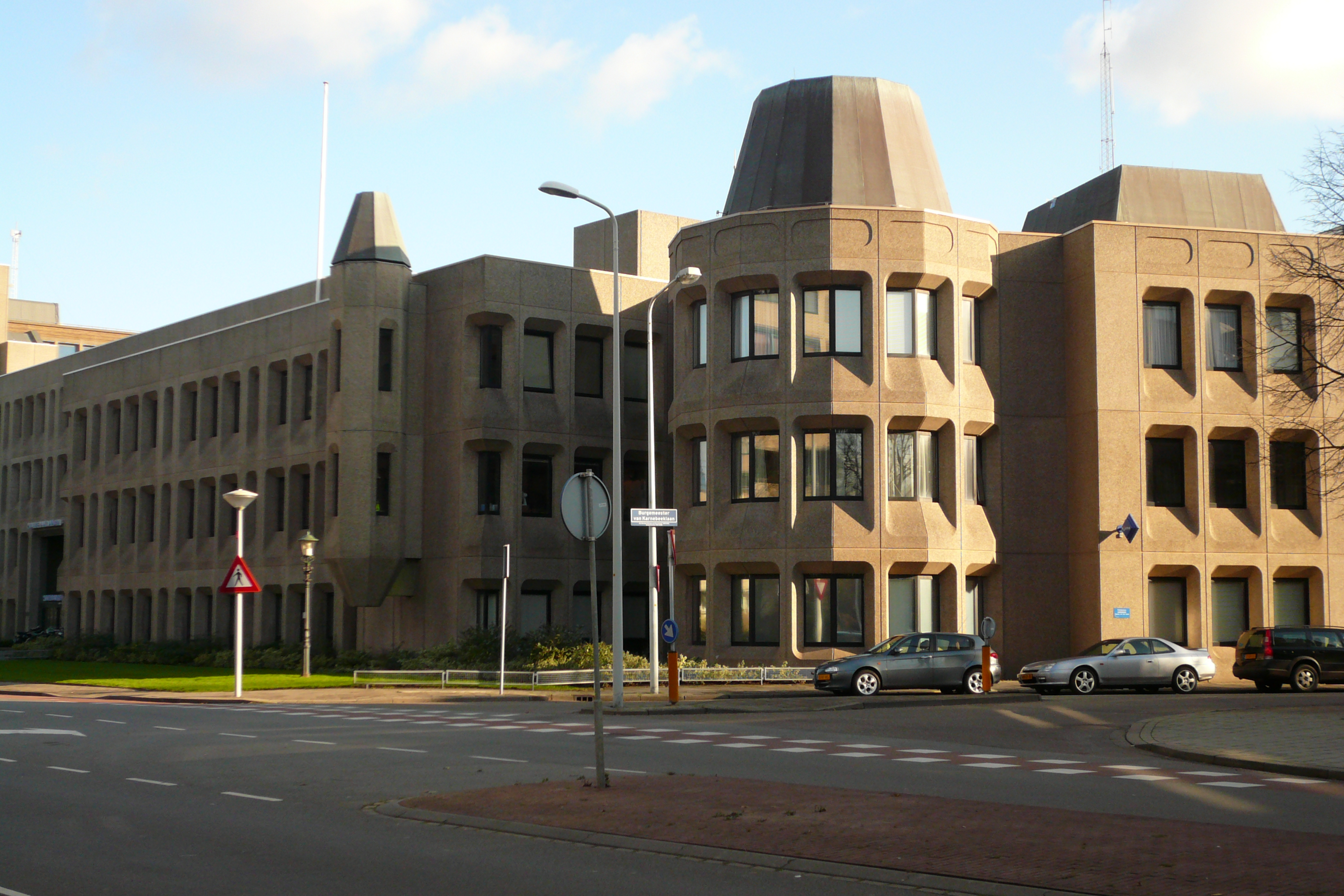
Politiebureau Den Haag.
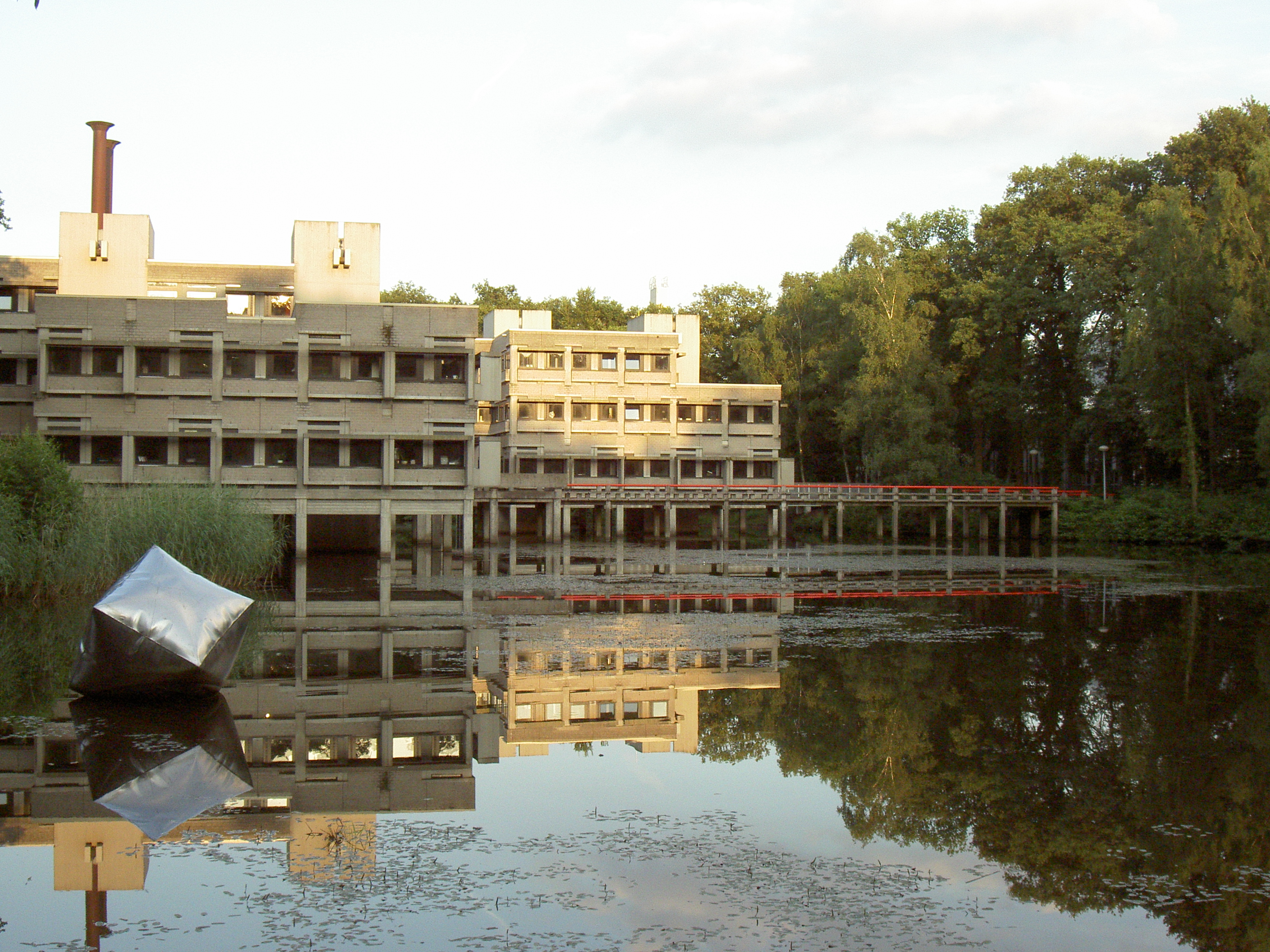
De Cubicus op de campus van de Universiteit Twente
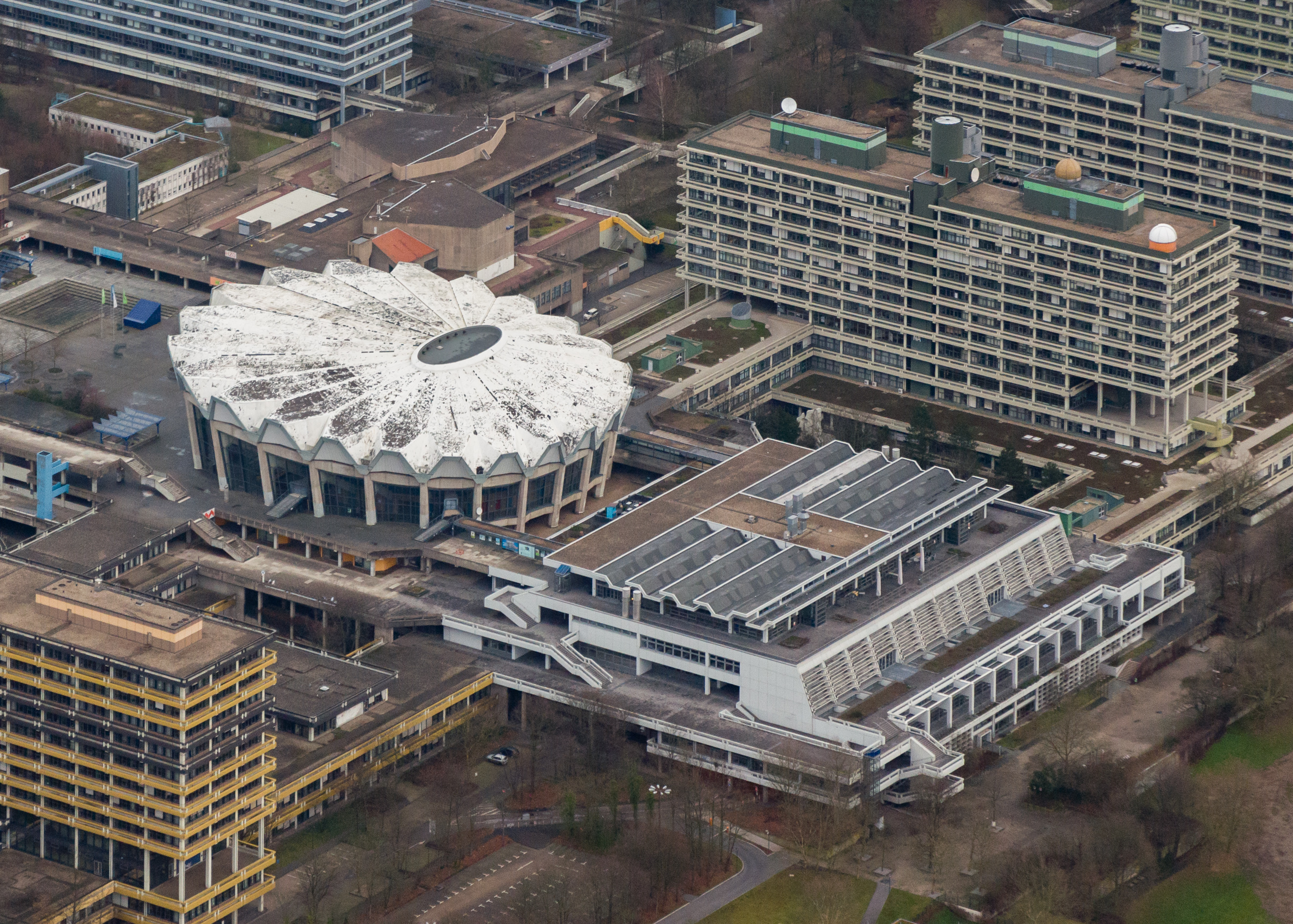
Ruhruniversiteit te Bochum
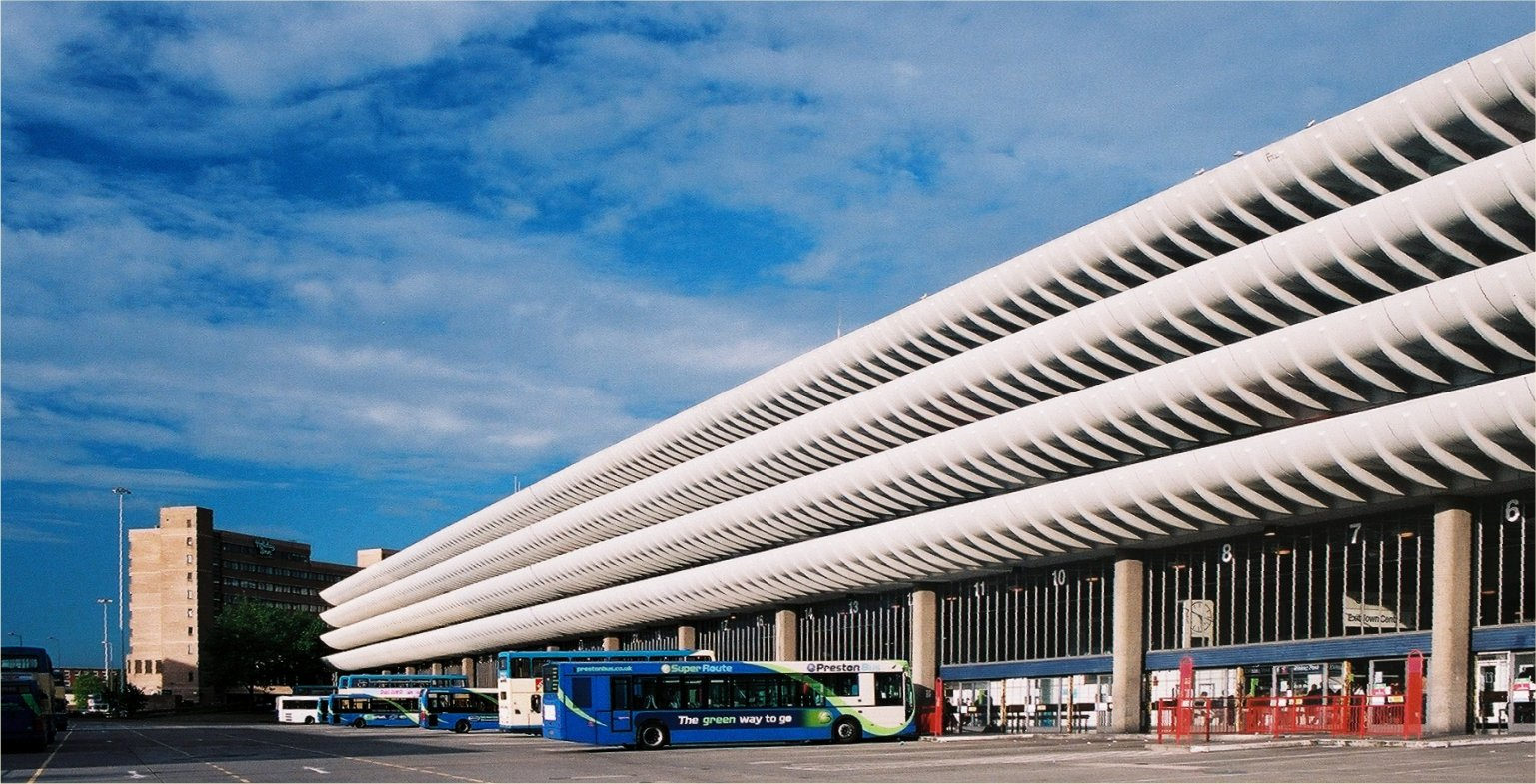
Busstation van Preston
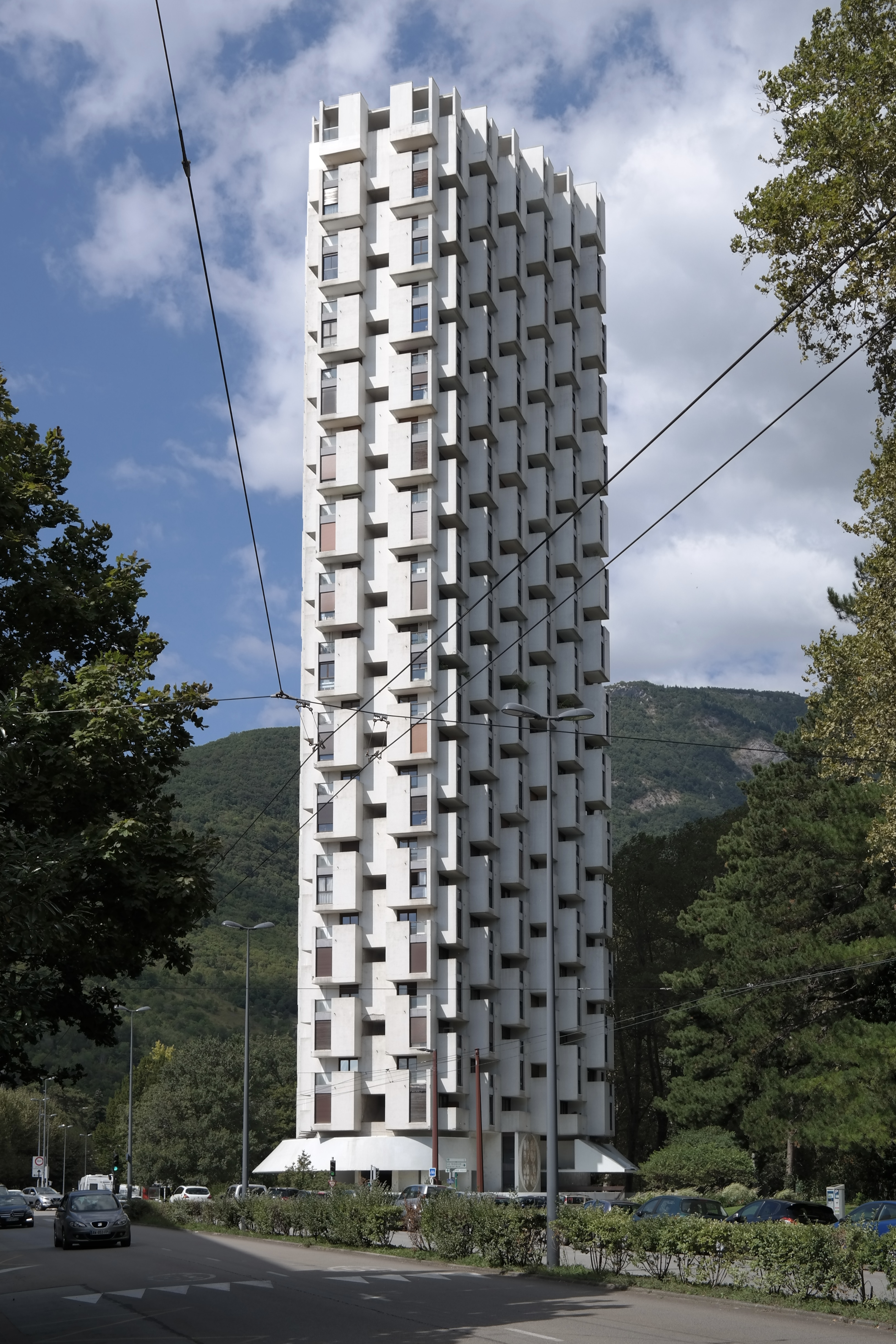
Tour Vercors Grenoble
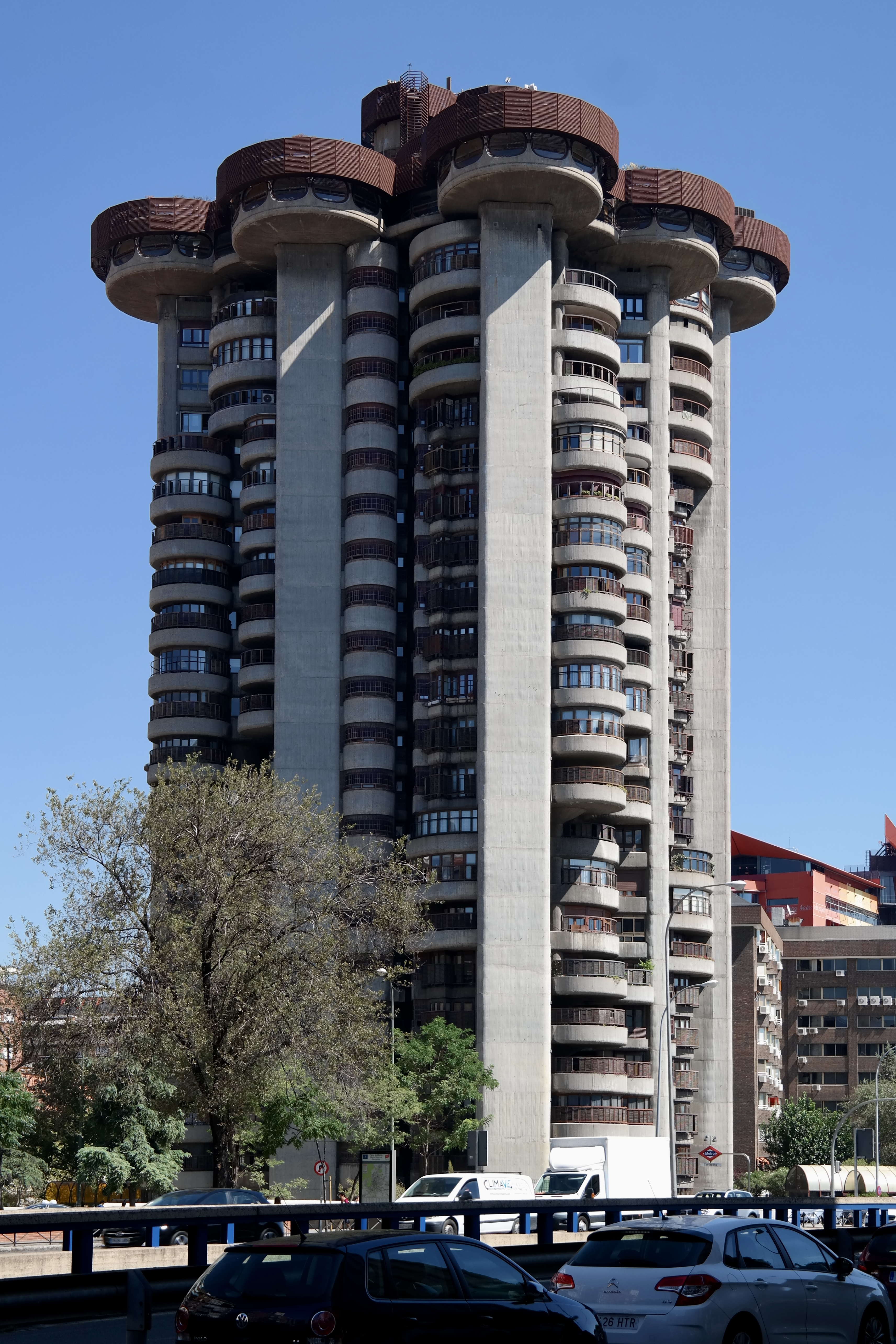
Torres Blancas Madrid
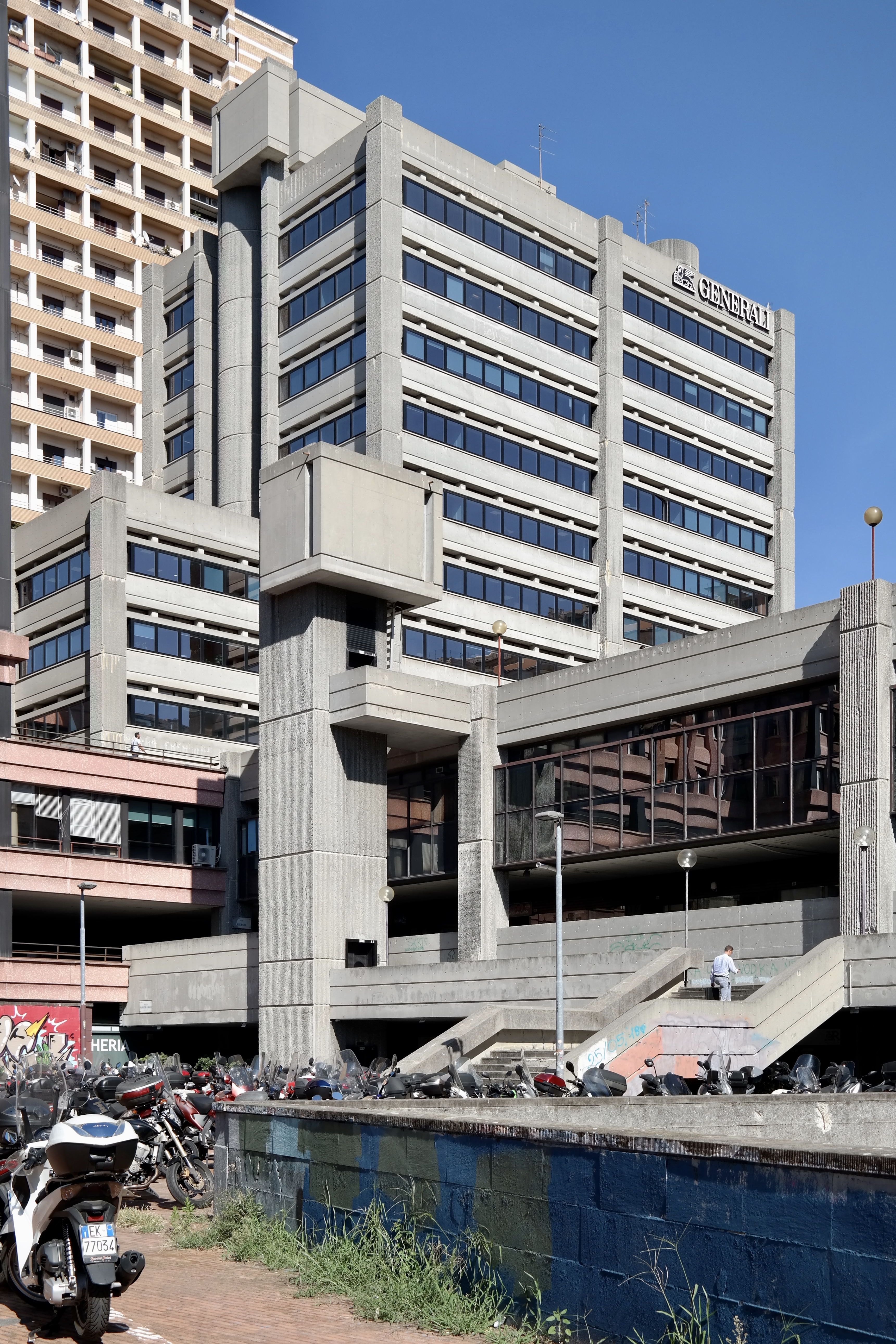
Kantoorgebouw van Generali in Genua
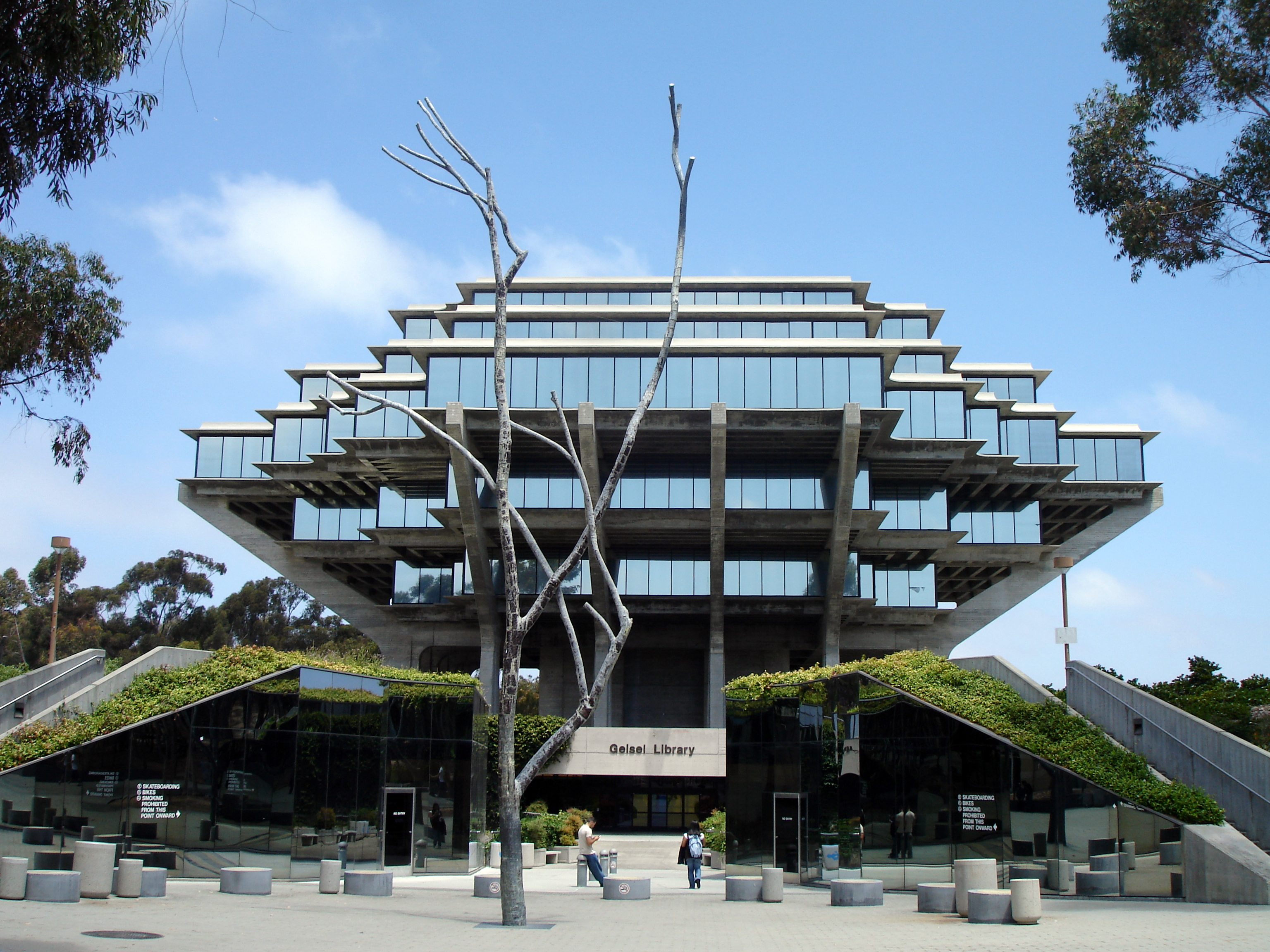
Geisel Library van de Universiteit van Californië - San Diego
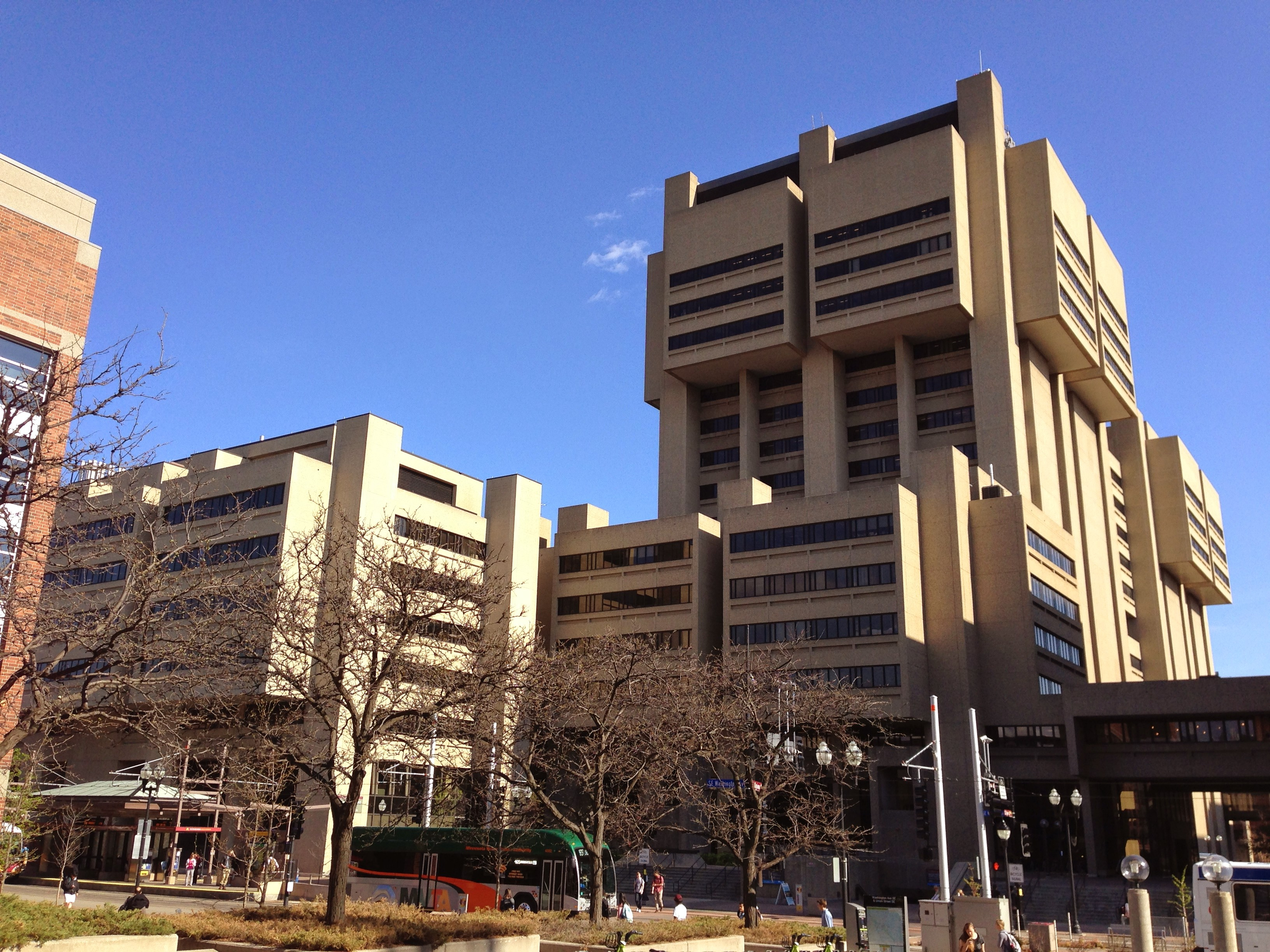
Moos Tower van de Universiteit van Minnesota - Minneapolis
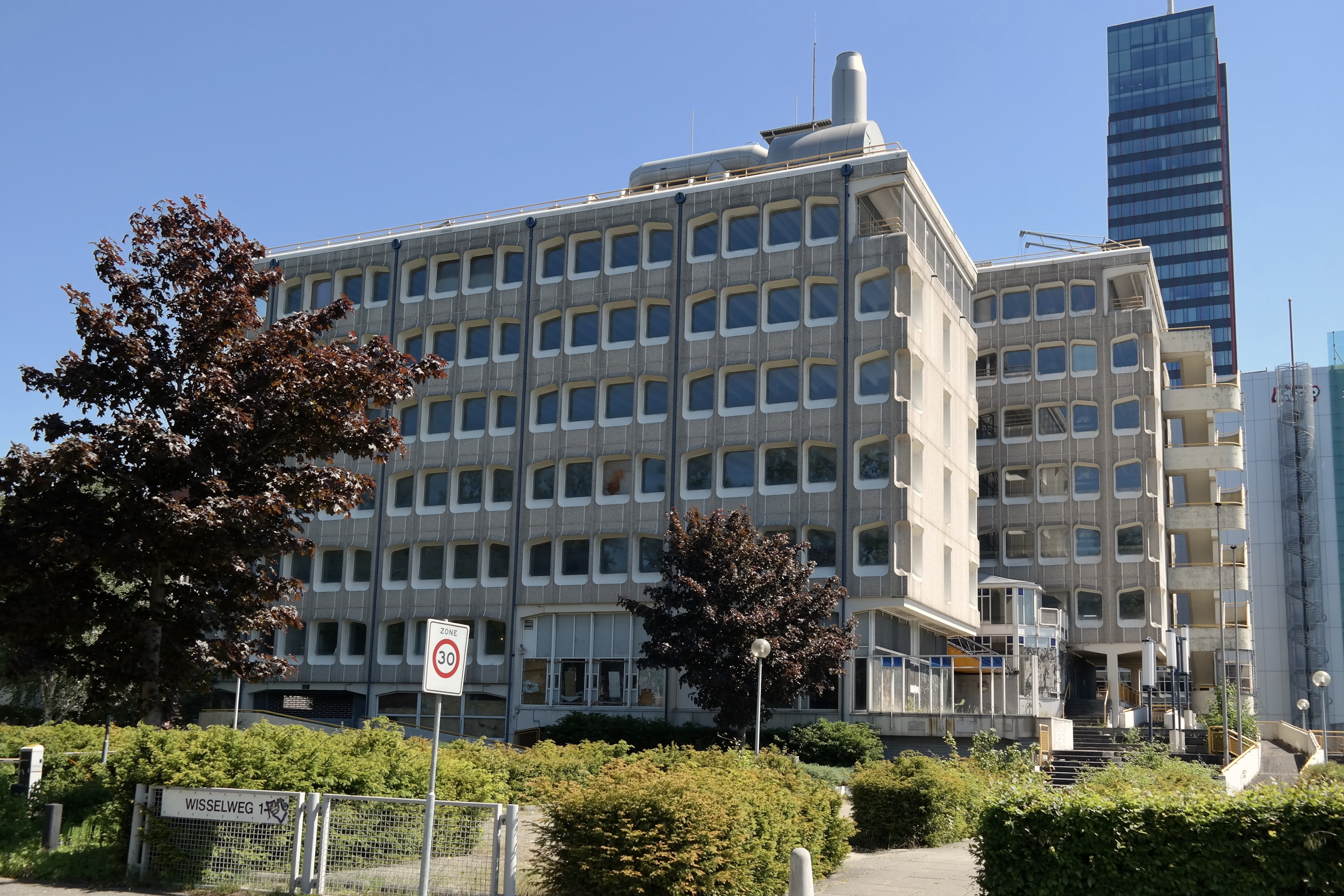
Gebouw De Beurs in Almere (gesloopt in 2022)
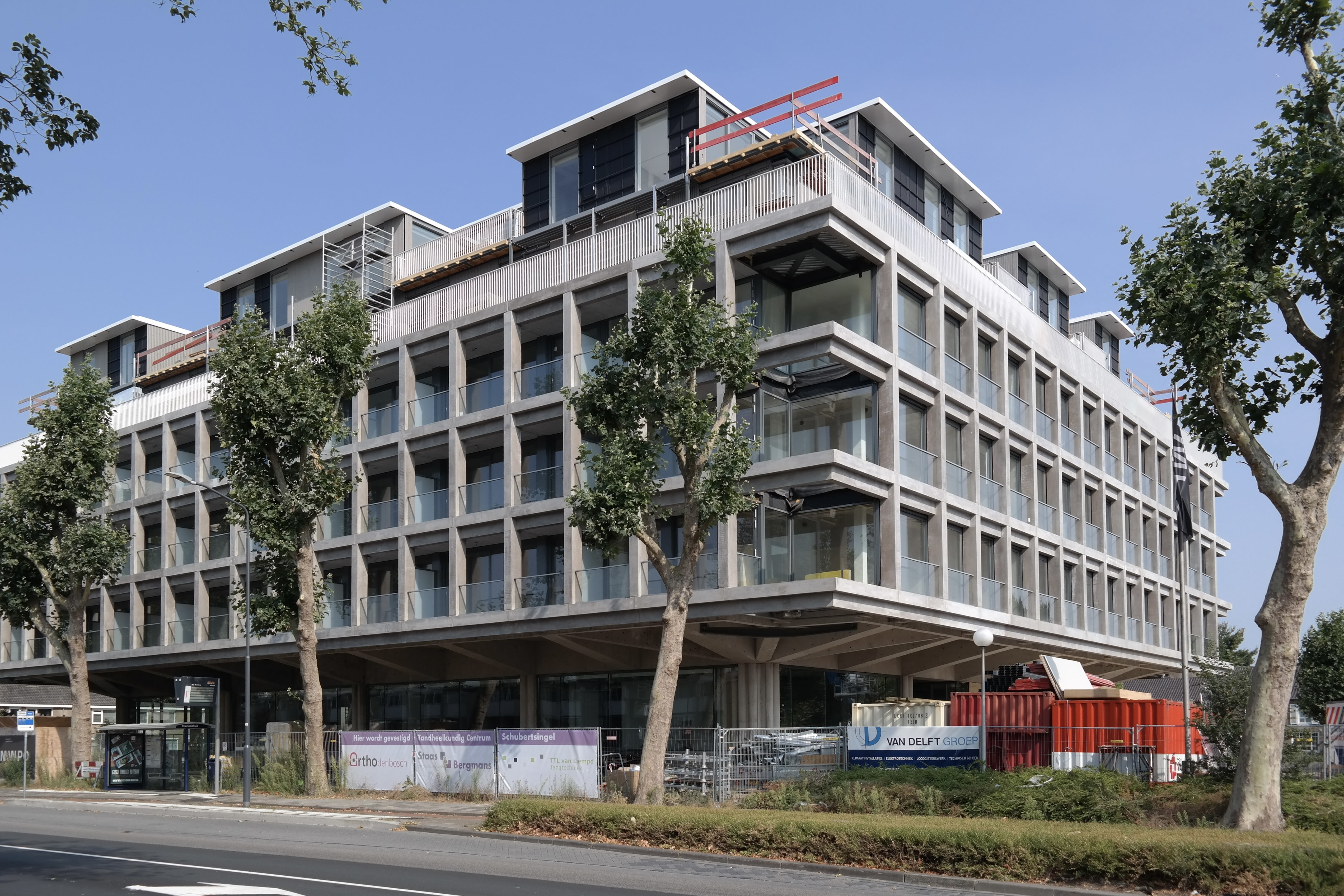
Kantoorgebouw Rijkswaterstaat 's-Hertogenbosch